# Village (Chine)
Pour les articles homonymes, voir Village (homonymie).

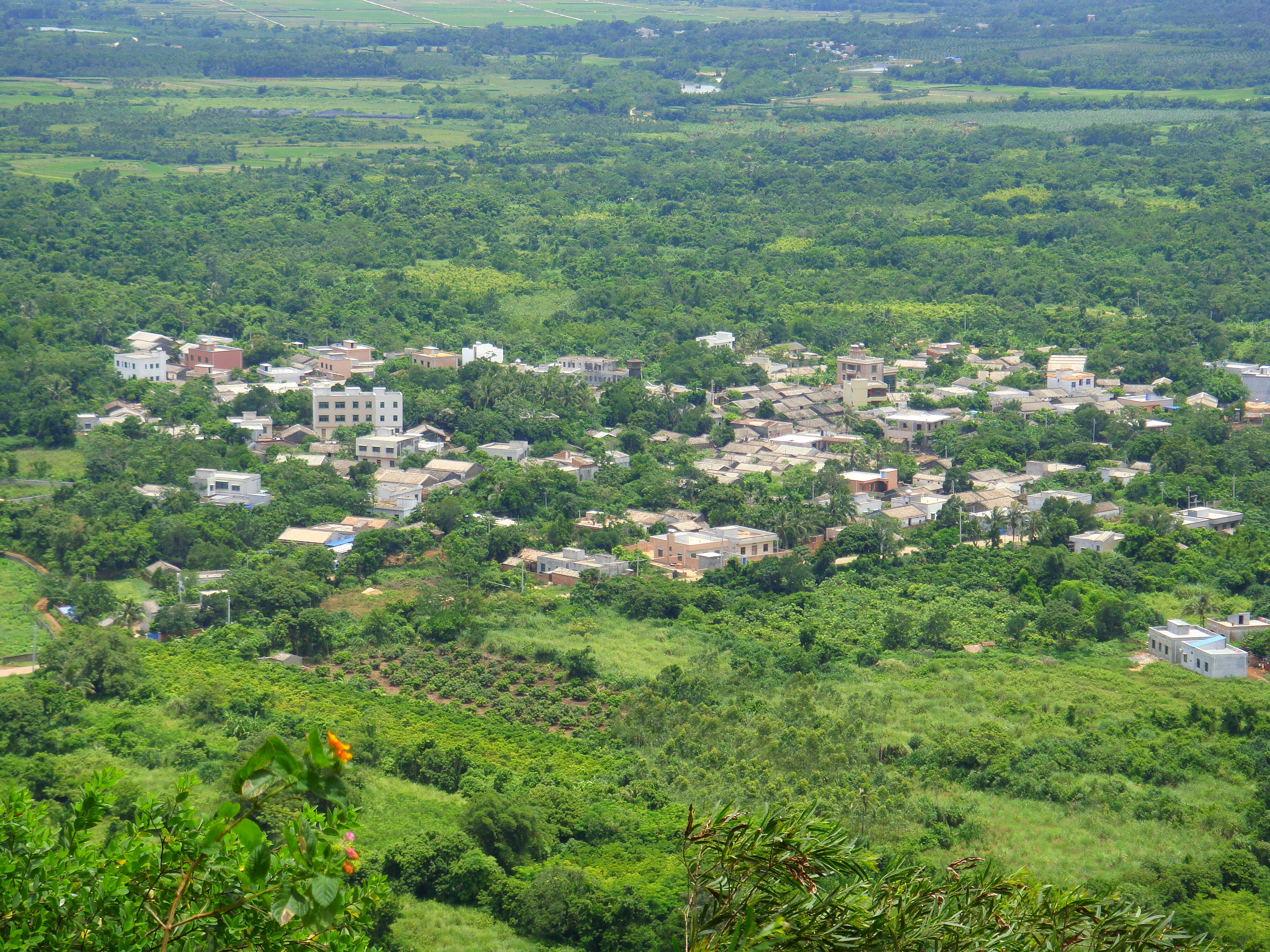
Un village rural chinois typique à Hainan.

En république populaire de Chine, un village (chinois : 村 ; pinyin : cūn), officiellement une division villageoise (村级行政区, cūn jí xíngzhèngqū) est une division administrative de bas niveau servant d'unité organisationnelle fondamentale pour la population rurale (par exemple pour le recensement et le système postal). Les divisions locales de base telles que les quartiers et les communautés ne sont pas informelles, mais ont des limites définies et des dirigeants désignés (un par zone).

## Géographie et démographie
En 2000, les villages chinois densément peuplés (>100 habitants/km2) comptaient plus de 500 millions d'habitants et couvraient plus de 2 millions de kilomètres carrés, soit plus de 20 % de la superficie totale de la Chine. En 2020, tous les villages incorporés (avec des conditions appropriées le rendant possible) avaient un accès routier, le dernier village à être connecté étant un village isolé du comté de Butuo, dans la province du Sichuan.

## Types

### Urbain
- Communauté résidentielle (chinois simplifié : 社区 ; chinois traditionnel : 社區 ; pinyin : shèqū )
  - comités résidentiel (居民委员会 / 居民委員會, jūmín wěiyuánhuì)
    - groupe résidentiel (居民小组 / 居民小組, Jūmín xiǎozǔ)

#### Note
Le village urbain (en) (城中村, chéngzhōngcūn), lequel existe spontanément et naturellement dans une zone urbaine, n'est pas une division administrative.

### Rural
- « village administratif » (chinois : 行政村 ; pinyin : xíngzhèngcūn) ou « village » (村, cūn)

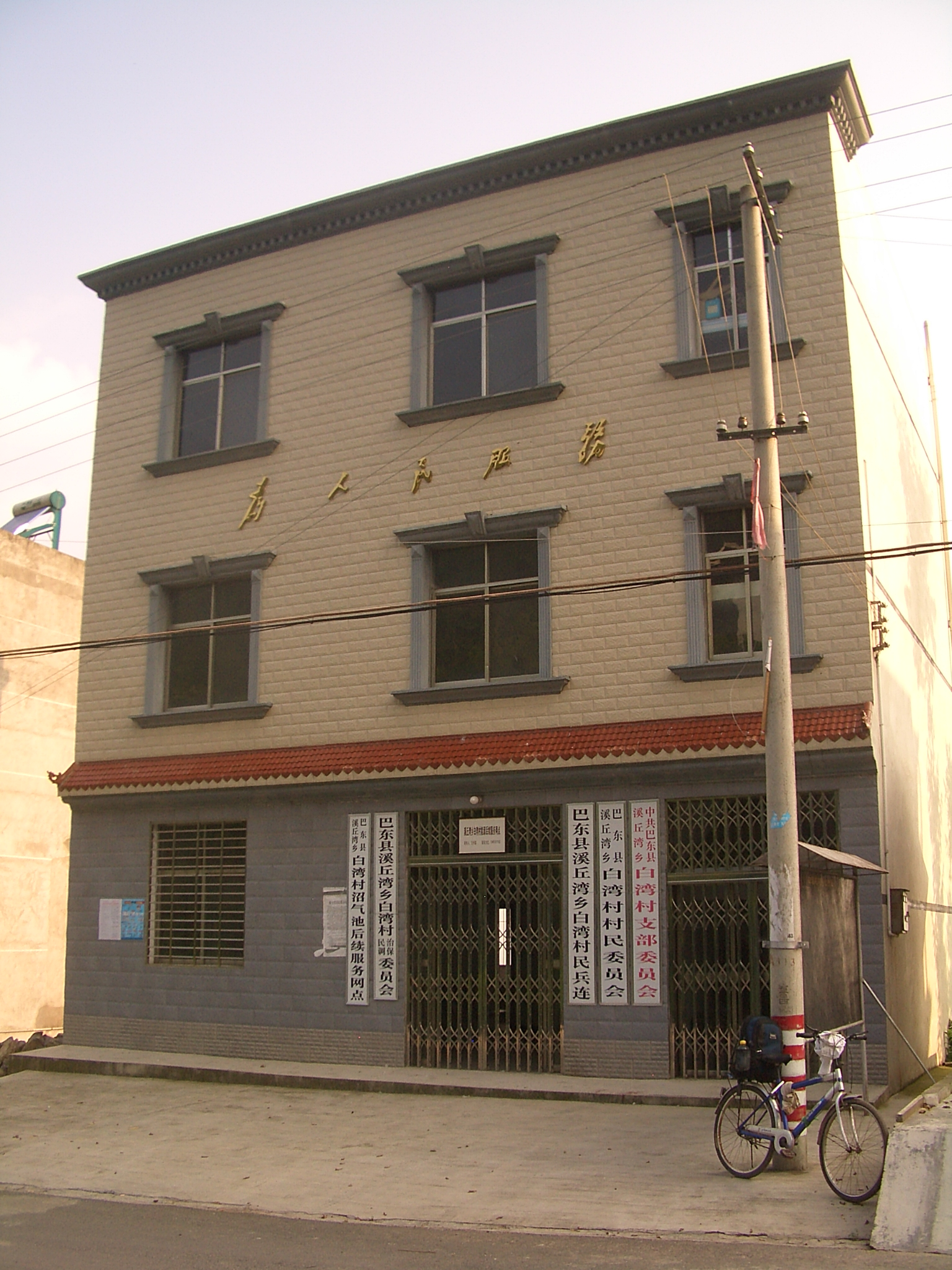
Le bâtiment abritant le comité local du village et d'autres bureaux et organisations du gouvernement dans le village de Baiwan, canton de Xiqiuwan, comté de Badong, Hubei.

- « gacha » (嘎查, gāchá), uniquement pour la Mongolie intérieure.
- « ranch » (牧委会, mùwěihuì), uniquement pour le Qinghai.
- village ethnique (民族村, mínzúcūn), uniquement pour les villages peuplés par une minorité ethnique.
  - comité villageois (村民委員會 / 村民委员会, cūnmín wěiyuánhuì)
    - groupe villageois (村民小组 / 村民小組, cūnmín xiǎozǔ)

#### Note
Le village naturel (chinois : 自然村 ; pinyin : zìráncūn), qui existe spontanément et naturellement dans une zone rurale, qui n'est pas une division administrative.

## Listes des divisions villageoises

### Villages (村)
- Liste des villages de la Chine (en)

### Provinces
- Liste des divisions villageoises de l'Anhui (en)
- Liste des divisions villageoises du Fujian
- Liste des divisions villageoises du Gansu
- Liste des divisions villageoises du Guangdong
- Liste des divisions villageoises du Guizhou
- Liste des divisions villageoises de Hainan
- Liste des divisions villageoises du Hebei (en)
- Liste des divisions villageoises du Heilongjiang
- Liste des divisions villageoises du Henan
- Liste des divisions villageoises du Hubei (en)
- Liste des divisions villageoises du Hunan
- Liste des divisions villageoises du Jiangsu (en)
- Liste des divisions villageoises du Jiangxi
- Liste des divisions villageoises du Jilin
- Liste des divisions villageoises du Liaoning
- Liste des divisions villageoises du Qinghai
- Liste des divisions villageoises du Shaanxi
- Liste des divisions villageoises du Shandong (en)
- Liste des divisions villageoises du Shanxi (en)
- Liste des divisions villageoises du Sichuan
- Liste des divisions villageoises du Yunnan
- Liste des divisions villageoises du Zhejiang

### Zones autonomes
- Liste des divisions villageoises du Guangxi
- Liste des divisions villageoises de la Mongolie intérieure
- Liste des divisions villageoises du Ningxia
- Liste des divisions villageoises de la région autonome du Tibet
- Liste des divisions villageoises du Xinjiang

### Municipalités
- Liste des divisions villageoises de Pékin
- Liste des divisions villageoises de Chongqing
- Liste des divisions villageoises de Shanghai
- Liste des divisions villageoises de Tianjin